# Koixki
Koixki (en rus: Кошки) és un poble de la República de Komi, a Rússia, segons el cens del 2010 tenia 10 habitants.